# Monique Éwanjé-Épée
Monique Éwanjé-Épée, później Éwanjé-Épée-Tourret (ur. 11 lipca 1967 w Poitiers) – francuska lekkoatletka, płotkarka.
Trzykrotnie brała udział w igrzyskach olimpijskich – jej najlepszym osiągnięciem było 7. miejsce w Seulu w 1988. W 1990 została mistrzynią Europy, rok później była 4. miejsce podczas mistrzostw świata w Tokio. Złota medalistka igrzysk frankofońskich (Casablanca 1989) oraz Uniwersjady (Duisburg 1989). Mistrzyni Europy w kategorii juniorek (Cottbus 1985). Trzecia zawodniczka Finału Grand Prix IAAF (Ateny 1990), zwyciężyła w łącznej klasyfikacji całorocznego cyklu w swojej konkurencji. W 1989 wygrała bieg na 100 metrów przez płotki podczas rozgrywanego w Strasbourgu Finału "B" Pucharu Europy, czym pomogła żeńskiej reprezentacji Francji wygrać te zawody, dwa lata później Ewanjé-Épée była druga w finale "A". Odnosiła również wiele sukcesów w hali na 60 metrów przez płotki. Pięciokrotnie zdobywała złote medale mistrzostw Francji.
Jej starsza siostra – Maryse Éwanjé-Épée z powodzeniem uprawiała skok wzwyż.

## Osiągnięcia sportowe

### Igrzyska olimpijskie
| Miejsce | Dzień       | Rok  | Miejscowość | Konkurencja       | Czas biegu | Strata   | Zwycięzca        |
| ------- | ----------- | ---- | ----------- | ----------------- | ---------- | -------- | ---------------- |
| 7.      | 30 września | 1988 | Seul        | bieg na 100 m ppł | 13,14 s    | + 0,76 s | Jordanka Donkowa |

### Mistrzostwa świata
| Miejsce | Dzień       | Rok  | Miejscowość | Konkurencja       | Czas biegu | Strata   | Zwycięzca        |
| ------- | ----------- | ---- | ----------- | ----------------- | ---------- | -------- | ---------------- |
| 4.      | 30 sierpnia | 1991 | Tokio       | bieg na 100 m ppł | 12,84 s    | + 0,25 s | Ludmiła Engquist |

### Mistrzostwa Europy
| Miejsce | Dzień       | Rok  | Miejscowość | Konkurencja       | Czas biegu | Strata | Zwycięzca |
| ------- | ----------- | ---- | ----------- | ----------------- | ---------- | ------ | --------- |
| 1.      | 30 sierpnia | 1990 | Split       | bieg na 100 m ppł | 12,79 s    | -      | -         |

### Halowe mistrzostwa świata
| Miejsce | Dzień    | Rok  | Miejscowość | Konkurencja      | Czas biegu | Strata   | Zwycięzca               |
| ------- | -------- | ---- | ----------- | ---------------- | ---------- | -------- | ----------------------- |
| 8.      | 5 marca  | 1989 | Budapeszt   | bieg na 60 m ppł | 8,08 s     | + 0,26 s | Jelizawieta Czernyszowa |
| 2.      | 9 marca  | 1991 | Sewilla     | bieg na 60 m ppł | 7,90 s     | + 0,02 s | Ludmiła Engquist        |
| 4.      | 12 marca | 1995 | Barcelona   | bieg na 60 m ppł | 7,98 s     | + 0,06 s | Aliuska López           |

### Halowe mistrzostwa Europy
| Miejsce | Dzień     | Rok  | Miejscowość | Konkurencja      | Czas biegu | Strata   | Zwycięzca        |
| ------- | --------- | ---- | ----------- | ---------------- | ---------- | -------- | ---------------- |
| 5.      | 19 lutego | 1989 | Haga        | bieg na 60 m ppł | 8,22 s     | + 0,35 s | Jordanka Donkowa |
| 2.      | 4 marca   | 1990 | Glasgow     | bieg na 60 m ppł | 7,84 s     | + 0,10 s | Ludmiła Engquist |
| 2.      | 1 marca   | 1992 | Genua       | bieg na 60 m ppł | 7,99 s     | + 0,17 s | Ludmiła Engquist |
| 3.      | 10 marca  | 1996 | Sztokholm   | bieg na 60 m ppł | 8,09 s     | + 0,20 s | Patricia Girard  |

## Rekordy życiowe
- bieg na 100 m przez płotki – 12,56 (1990) były rekord Francji
- bieg na 60 m przez płotki - 7,82 (1991) rekord Francji (wspólnie z Lindą Khodadin), najlepszy wynik na świecie w sezonie 1991 (wspólnie z Ludmiłą Engquist)